# 黃奕鑑
黃奕鑑，SBS，MH，JP，在香港深水埗長大，在香港中文大學取得工商管理學士及碩士學位，並在新鴻基地產工作逾30年，他在2009年12月退休前為新鴻基地產集團執行董事，其後轉任為非執行董事並兼任集團首席顧問至2013年12月，至2015年11月辭任非執行董事職務，全身投入社會服務。
黃奕鑑於2008年獲委任為香港公開大學校董會成員並於2009年出任校董會司庫，2014年獲任命為校董會副主席。香港政府於2016年5月刊登政府憲報，特首梁振英委任黃奕鑑為香港公開大學校董會主席，以接替從2009年起擔任校董會主席及任期即將屆滿的方正博士。黃奕鑑的任命於2016年6月20日起生效，為期3年。
2021年3月，香港政府委任黃奕鑑由2021年4月起出任證券及期貨事務監察委員會非執行董事，為期兩年。